# Representação de grupo
No campo matemático da teoria da representação, representações de grupos descrevem grupos abstratos em termos de transformações lineares de espaços vetoriais; em particular, eles podem ser usados para representar elementos de grupo como matrizes assim como a operação do grupo pode ser representada por multiplicação de matrizes. Representações de grupos são importantes porque elas permitem que muitos problemas teóricos de grupos serem reduzidos a problemas em álgebra linear, a qual é bem compreendida. Elas são importantes em física porque, por exemplo, elas descrevem como o grupo de simetria de um sistema físico afeta as soluções de equações descrevendo este sistema. 
O termo representação de um grupo é também usado em sentido mais geral significando qualquer "descrição" de um grupo como um grupo de transformações de algum objeto matemático. Mais formalmente, uma "representação" significa um homomorfismo do grupo ao grupo de automorfismo de um objeto. Se o objeto é um espaço vetorial nós temos uma representação linear. Algumas pessoas usam realização para a noção geral e reservam o termo representação para o caso especial de representações lineares.

## Exemplos
Considere o número complexo u = e2πi / 3 que tem a propriedade de que u3 = 1. O grupo cíclico C3 = {1, u, u2} tem uma representação ρ em C2 dada por:
{\displaystyle \rho \left(1\right)={\begin{bmatrix}1&0\\0&1\\\end{bmatrix}}\qquad \rho \left(u\right)={\begin{bmatrix}1&0\\0&u\\\end{bmatrix}}\qquad \rho \left(u^{2}\right)={\begin{bmatrix}1&0\\0&u^{2}\\\end{bmatrix}}.}
Esta representação é fiel pois ρ é uma aplicação bijetiva.
Uma representação equivalente para C3 é
{\displaystyle \rho \left(1\right)={\begin{bmatrix}1&0\\0&1\\\end{bmatrix}}\qquad \rho \left(u\right)={\begin{bmatrix}u&0\\0&1\\\end{bmatrix}}\qquad \rho \left(u^{2}\right)={\begin{bmatrix}u^{2}&0\\0&1\\\end{bmatrix}}.}
O grupo C3 também pode ser representado fielmente em R2 por
{\displaystyle \rho \left(1\right)={\begin{bmatrix}1&0\\0&1\\\end{bmatrix}}\qquad \rho \left(u\right)={\begin{bmatrix}a&-b\\b&a\\\end{bmatrix}}\qquad \rho \left(u^{2}\right)={\begin{bmatrix}a&b\\-b&a\\\end{bmatrix}}}
em que {\displaystyle a=\Re (u)=-1/2} e {\displaystyle b=\Im (u)={\sqrt {3}}/2}.

Representação de Grupos finitos
A Teoria de representação de grupos finitos busca caracterizar as formas como um grupo pode agir em um espaço vetorial e os elementos dessas ações. O objetivo original dessa teoria era servir como uma ferramenta para obter informações de grupos finito por meio de métodos de álgebra linear, ou seja, o grande potencial que a teoria de representação tem é transferir problemas de estruturas abstratas algébricas (no nosso caso, grupos) para Álgebra linear. Através do estudo de teoria das representações pode se obter a mais detalhada informação sobre um grupo. Estabeleceremos a base dessa teoria, tendo como resultado principal o teorema de Maschke, que é uma analogia do Teorema Espectral que já conhecemos da Álgebra linear.
Definição
Um homomorfismo Φ: G → GL(V) é chamado de Representação de G, para algum espaço vetorial V. Onde GL(V) é formado basicamente por todas as matrizes invertíveis em V e a dimensão de V é o grau de Φ. Usaremos a notação Φ(g) para denotar a representação do elemento g e Φ(g)v para a ação de Φ(g) em v ∈ V.
Exemplo
Φ: ℤ/2ℤ → ℂ* definida por Φ(m) = (−1) 𝑚 é uma representação. 
Solução: Queremos mostrar que Φ homomorfismo. De fato, Φ(m+n) = (−1) 𝑚+𝑛 = (−1) 𝑚 + (−1) 𝑛 = Φ(m) Φ(n). como queríamos provar. 
Equivalência de Representações
Duas representações Φ: G → GL(V) e Ψ: G → GL(W) são ditas equivalentes se existe um isomorfismo 𝐓: V → W tal que Ψ(g)= 𝐓Φ(g) 𝐓 −1 para todo g ∈ G, isto é, Ψ(g) 𝐓 = Φ (g) 𝐓. E escreveremos Φ ~ Ψ. 
Soma Direta de Representações
Seja Φ: G → GL(V) e Ψ: G → GL(W) representações. Então a soma direta Φ ⊕ Ψ: G → GL(V ⊕ W) é dada por: (Φ ⊕ Ψ)g (v,w) = (Φg(v), Ψg(w)) 
Sub-representação
Seja Φ: G → GL(V) uma representação. Se W é subpaço G-invariante, então restringimos Φ para obter uma representação Φ|W: G → GL(W) definida por (Φ|W)g(w) = Φg(w) para w ∈ W. Pelo fato de W ser G-invariante temos que Φg(w) ∈ W. Nestas condições, chamamos Φ|W de sub-representação de Φ.
Algumas Representações
Representação irredutível: Uma representação Φ: G → GL(V) de um grupo G é dita irredutível de os únicos G-invariantes de V são os triviais, ou seja 0 e o próprio V. 
Representação unitária: Seja V um espaço com produto interno. Uma representação Φ: G → GL(V) é dita unitária se Φ(g) é unitária ∀ g ∈ G, isto é, (Φg(v), Ψg(w)) = Para todo v, w ∈ W. Em outras palavras, podemos ver Φ como a representação Φ: G → U(V).